# Reserva Natural de Pinezhsky

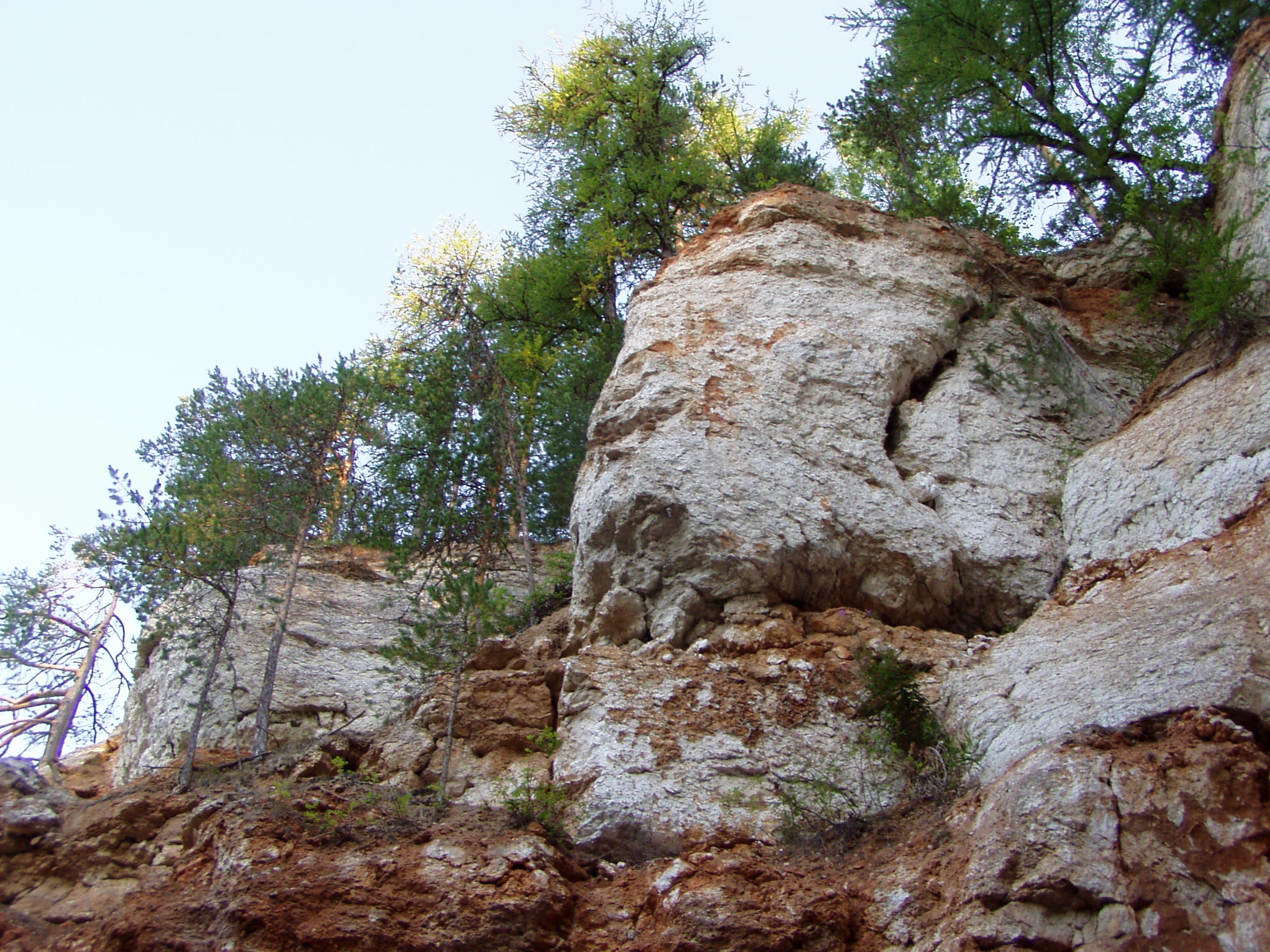
Cave Golubino, em Pinezhsky

A Reserva Natural de Pinezhsky (em russo:  Пинежский заповедник) é uma reserva natural no norte da Rússia, localizada no Distrito de Pinezhsky, Oblast de Arkhangelsk, a cerca de 150 quilómetros a este da cidade de Arcangel. A reserva encontra-se na margem direita do rio Pinega e em ambas as margens do rio Sotka, a fonte do afluente rio Kuloy. Foi estabelecida no dia 20 de Agosto de 1974, com o objectivo de proteger as paisagens de carste e as florestas do norte da Rússia.

## Localização e geografia
A área da reserva natural é alongada de norte a sul. A fronteira sudeste é paralela ao curso do rio Pinega, a uma distância de vários quilómetros da linha de água, aproximadamente entre as localidades de Valdokurye e Pelino. A parte sul da reserva natural pertence à bacia do rio Belaya, um afluente do Pinega. A parte norte é atravessada de oeste para este pelo rio Sotka.
A reserva natural de Pinezhsky protege três tipos diferentes de paisagens: as planícies pantanosas (na parte oeste da reserva, entre o rio Kuloy e o rio Pinega), os planaltos montanhosos, e as paisagens cársticas. Embora os primeiros dois tipos de paisagens sejam paisagens típicas do Oblast de Arkhangelsk, a carste é algo único naquele meio. As carstes apresentes vários meios distintos, como grutas (mais de 500 grutas apenas dentro da reserva), ravinas (algumas com quase cinco quilómetros de extensão), e lagos. Existem oitenta e três lagos dentro dos limites da reserva, sendo a maioria deles lagos de carste. Dois riachos desaparecem debaixo da terra, e um deles, o Karyala, volta a reaparecer cinco quilómetros mais à frente ao lado de uma ravina.

## Flora

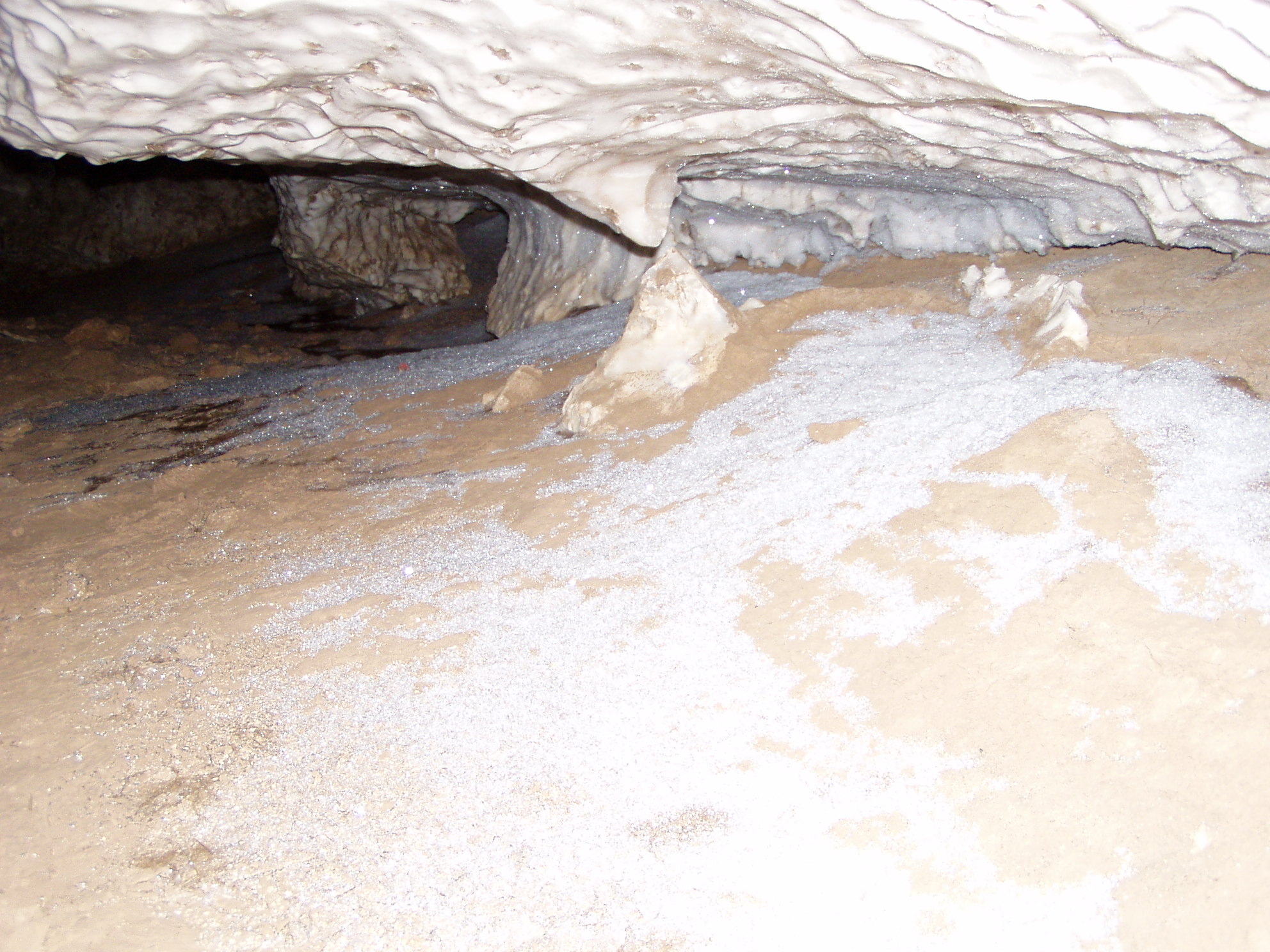
Cave Pinega

Existem cerca de 480 espécies de plantas na reserva natural, algumas das quais são naturais daquela região. A reserva é quase na sua totalidade coberta por florestas, sendo compostas por 72.5% de abetos da sibéria, 16% de pinheiros, 7% de bétulas e 4.6% de larix. A maior parte das bétulas ocupam as áreas onde anteriormente houve incêndios ou árvores cortadas. Outras áreas mais pequenas estão ocupadas por prados.

## Fauna
A área da reserva, apesar de toda a flora nela existente, é pequena. A maior parte dos animais não reside dentro dos limites da reserva, mas migram permanentemente. Entra as espécies de passam pela reserva destacam-se o alce, o urso-pardo, o lince, o glutão, o lobo, a raposa vermelha, o texugo, o castor, o vison-europeu e a lontra-europeia.